# Pelican Island (Britanski Djevičanski otoci)
Pelican Island (Otok nesita) je nenaseljeni otok u jugozapadnom dijelu Britanskih Djevičanskih otoka u Karibima. Nalazi se neposredno sjeverno od Norman Islanda, jugozapadno od Petar Islanda. Istočno je od otoka Flanagan u jugoistočnom kutu Američkih Djevičanskih otoka.
Stjenovite litice na jugozapadnoj strani otoka strmoglavljuju se u more, a privezišta Nacionalnog parka čine ga popularnim mjestom za ronjenje i ronjenje. Savršeno je moguće pristati brodom na drugu stranu otoka, iako se nema što vidjeti.
Na nekim starijim kartama otok Pelikana se naziva Otok vještica, kao i otok Flanagan. Ova zabuna može biti povezana s nedostatkom pojašnjenja prije 1977. je li Flanagan bio dio danskih (sada američkih) otoka ili Britanskih Djevičanskih otoka.

## Vanjske poveznice
|  | Zajednički poslužitelj ima još gradiva o temi Pelican Island (Britanski Djevičanski otoci) |